# 楊琅
楊琅（1428年—？），字朝重，福建興化府莆田縣人，明朝政治人物。

## 生平
天順三年（1459年）己卯科福建鄉試第一名舉人（解元），八年（1464年）中式甲申科會試第三十九名，三甲第四名進士。授監察御史，成化元年（1465年）上疏乞罷戶部尚書馬昂、侍講學士倪謙，請起用兵部尚書王竑，召還南京刑科給事中王徽、修撰羅倫，皆不報，後巡按浙江，升江西按察司僉事，改山東按察司僉事，賑災途中染病卒於東阿。

## 家族
曾祖楊大五；祖父楊允德；父楊文獻。